# Брюстер (Канзас)
Брюстер (англ. Brewster) — місто (англ. city) в США, в окрузі Томас штату Канзас. Населення — 291 особа (2020).

## Географія
Брюстер розташований за координатами 39°21′47″ пн. ш. 101°22′38″ зх. д. / 39.36306° пн. ш. 101.37722° зх. д. (39.363046, -101.377124).  За даними Бюро перепису населення США в 2010 році місто мало площу 0,67 км², уся площа — суходіл.

## Демографія
Згідно з переписом 2010 року, у місті мешкало 305 осіб у 122 домогосподарствах у складі 87 родин. Густота населення становила 456 осіб/км².  Було 142 помешкання (212/км²).
Расовий склад населення:
| - 92,5 % — білих - 2,0 % — корінних американців - 0,3 % — вихідців з тихоокеанських островів - 0,3 % — азіатів - 3,9 % — осіб інших рас |

До двох чи більше рас належало 1,0 %. Частка іспаномовних становила 9,8 % від усіх жителів.
За віковим діапазоном населення розподілялося таким чином: 29,2 % — особи молодші 18 років, 50,1 % — особи у віці 18—64 років, 20,7 % — особи у віці 65 років та старші. Медіана віку мешканця становила 40,4 року. На 100 осіб жіночої статі у місті припадало 107,5 чоловіків;  на 100 жінок у віці від 18 років та старших — 105,7 чоловіків також старших 18 років.
Середній дохід на одне домашнє господарство  становив 66 750 доларів США (медіана — 50 625), а середній дохід на одну сім'ю — 77 012 долари (медіана — 65 000). Медіана доходів становила 48 750 доларів для чоловіків та 36 250 доларів для жінок. За межею бідності перебувало 17,6 % осіб, у тому числі 34,6 % дітей у віці до 18 років та 2,6 % осіб у віці 65 років та старших.
Цивільне працевлаштоване населення становило 130 осіб. Основні галузі зайнятості: освіта, охорона здоров'я та соціальна допомога — 26,9 %, сільське господарство, лісництво, риболовля — 21,5 %, роздрібна торгівля — 9,2 %, оптова торгівля — 8,5 %.